# Clay Junction (Virginia Occidental)
Clay Junction es un área no incorporada ubicada dentro del condado de Clay (Virginia Occidental), Estados Unidos. Está catalogada como un asentamiento humano por la Junta de Nombres Geográficos de los Estados Unidos.
El número de identificación (ID) asignado por el Servicio Geológico de Estados Unidos es 1554140.

## Geografía
Se encuentra a una altitud de 221 metros sobre el nivel del mar (725 pies) según el conjunto de datos de elevación nacional.